# Incilius epioticus
Espèce
Synonymes
- Crepidius epioticus Cope, 1875 "1876"
- Crepidophryne epiotica (Cope, 1875 "1876")

Statut de conservation UICN

 LC  : Préoccupation mineure
Incilius epioticus est une espèce d'amphibiens de la famille des Bufonidae.

## Répartition
Cette espèce se rencontre entre 1 051 et 2 040 m d'altitude sur le versant Atlantique de la cordillère de Talamanca dans le sud-est du Costa Rica et dans le nord-est du Panama.

## Publication originale
- Cope, 1876 "1875" : On the Batrachia and Reptilia of Costa Rica : With notes on the herpetology and ichthyology of Nicaragua and Peru. Journal of the Academy of Natural Sciences of Philadelphia, ser. 2, vol. 8, p. 93–154 (texte intégral).